# Morne-à-l'Eau
Morne-à-l'Eau è un comune francese di 17 248 abitanti situato nella parte occidentale dell'isola di Grande-Terre e facente parte del dipartimento d'oltre mare di Guadalupa. Il suo territorio è suddiviso tra due cantoni.
Parte del territorio di Morne-à-l'Eau costituisce la riserva naturale di Grand Cul-de-Sac marin.

## Gemellaggio
- Port of Spain